# 安原千方
安原 千方（やすはら ちかた、1805年（文化2年） - 1883年（明治16年）10月17日）は、日本の和算家。

## 経歴・人物
武蔵国賀美郡勅使河原勝場（現在の埼玉県上里町）に生まれる。本名は喜八郎であり、後に武作と改名、和算家として千方を名乗る。もともとこの地域における安原姓は、神流川の戦いにおいて農民であった一族が北条氏に武勲を立てたことに由来する。喜八郎の先祖には血縁の繋がった三兄弟がおり、合戦における武勲を褒め称えられ各々北条氏より安原、春日、塚越の姓を授かった。生家近くには「安春塚」と呼ばれる石碑が今も残る。関孝和流の和算家である斎藤宜長に算学を学ぶ。その息子、斎藤宜義から算学免許三軸を受けている。これら三軸は現在の上里町の文化遺産として残されている。
現在の上里町には、今も千方による算額が多く残されている。後年は教育者として精力的に活動し、千方の元には多くの門人が集まったという。現在の埼玉県上里町勅使河原勝場にある安原家には「勅勝堂翁記功之碑」が残っており、碑文には千方が著した『算法千題』『圓理新新』『数理神篇』などの一部が記載されている。これら算額や碑文から関根彰信、小暮則道、金古信重などその後の埼玉以北における和算家多数の門人を窺い知ることができる。没後、法名は珠算検勝居士として勅使河原勝場の大光寺にある安原家の墓地に葬られている。

## 著作
- 『算法千題』[2]
- 『圓理新新』
- 『数理神篇』- 斎藤宜義、安原千方、中曾根宗邡 万延元年（1860年）刊